# Dietmar Constantini
Pour les articles homonymes, voir Constantini.
Dietmar Constantini, né le 30 mai 1955 à Innsbruck et mort le 18 décembre 2024, est un joueur et un entraîneur de football autrichien.

## Carrière

### Joueur
- FC Wacker Innsbruck
- ESV Austria Innsbruck
- 1974-1979 :  SSW Innsbruck
- 1979-1980 :  Linzer ASK
- SPG Raika Innsbruck
- AO Kavala
- 1982-1983 :  FC Union Wels
- Favoritner AC
- Wiener Sport-Club

### Entraîneur
- Wiener Sport-Club (assistant)
- Al Ittihad Djeddah (assistant)
- 1989–1991 :  Rapid Vienne (assistant)
- 1991–1992 :  Autriche espoirs
- 1991 :  Autriche (intérim)
- 1992 :  Autriche (assistant puis intérim)
- 1993 :  Linzer ASK
- 1993-1995 :  Admira Wacker
- 1995-1997 :  FC Tirol Innsbruck
- 1997-1998 :  1. FSV Mayence 05
- 1999-2001 :  Autriche (assistant)
- 2001-2002 :  FK Austria Vienne (intérim)
- 2003 :  FC Kärnten (intérim)
- 2006 :  ASKÖ Pasching (intérim)
- 2006-2007 :  ASKÖ Pasching
- 2008 :  FK Austria Vienne
- 2009-2011 :  Autriche